# Tiorydazyna
Tiorydazyna – organiczny związek chemiczny, piperydynowa pochodna fenotiazyny, stosowana jako lek przeciwpsychotyczny.
Tiorydazyna jest klasycznym neuroleptykiem o umiarkowanej sile działania. Wskazaniami do stosowania są przewlekłe, ustabilizowane klinicznie psychozy, także nasilone przypadki nerwic. Wywiera także działanie przeciwdepresyjne. Podawana ambulatoryjnie w dawkach do 150 mg, szpitalnie do 600 mg. Wykazuje umiarkowane działanie uspokajające, słabe przeciwwytwórcze, przeciwautystyczne i przeciwdepresyjne. Praktycznie nie wywołuje objawów pozapiramidowych, wykazując niewielkie działania uboczne ze strony układu wegetatywnego i innych układów.
Jest antagonistą receptorów dopaminergicznych D1 oraz D2.
Tiorydazyna znajduje niekiedy zastosowanie w leczeniu schizofrenii, nerwic, w łagodnych zespołach depresyjnych z towarzyszącymi stanami lękowymi.
Dawka lecznicza w nerwicach do 150 mg, w psychozach do 600 mg.

## Preparaty
- Thioridazin Neuraxpharm – Niemcy

W Polsce lek dostępny jest w trybie importu docelowego. Dawniej dostępnymi preparatami był Thioridazin oraz Thioridazin prolongatum. Ostatnim polskim wytwórcą była Jelfa.